# Docker (software)
Docker é um conjunto de produtos de plataforma como serviço (PaaS) que usam virtualização de nível de sistema operacional para entregar software em pacotes chamados contêineres. Os contêineres são isolados uns dos outros e agrupam seus próprios softwares, bibliotecas e arquivos de configuração. Eles podem se comunicar uns com os outros por meio de canais bem definidos. Todos os contêineres são executados por um único kernel do sistema operacional  e, portanto, usam menos recursos do que as máquinas virtuais.
O serviço tem níveis gratuitos e premium. O software que hospeda os contêineres é denominado Docker Engine. Foi iniciado em 2013 e é desenvolvido pela Docker, Inc.

## Visão geral
O Docker é uma alternativa de virtualização em que o kernel da máquina hospedeira é compartilhado com a máquina virtualizada ou o software em operação, portanto um desenvolvedor pode agregar a seu software a possibilidade de levar as bibliotecas e outras dependências do seu programa junto ao software com menos perda de desempenho do que a virtualização do hardware de um servidor completo. Assim, o Docker torna operações em uma infraestrutura como serviços web mais intercambiável, eficientes e flexíveis.
Segundo uma análise da 451 Research, o "Docker é uma ferramenta que pode empacotar um aplicativo e suas dependências em um recipiente virtual que pode ser executado em qualquer servidor Linux. Isso ajuda a permitir flexibilidade e portabilidade de onde o aplicativo pode ser executado, quer nas instalações, nuvem pública, nuvem privada, entre outros."

## Operação
O suporte para espaços de nomes do núcleo do Linux na maioria das vezes isola uma visão da aplicação do ambiente operacional, incluindo árvores de processo, rede, IDs de usuário e sistemas de arquivos montados, uma vez que os cgroups do núcleo fornecem limitação de recursos, incluindo a UCP, memória, bloco de E/S e rede. Desde a versão 0.9, o Docker inclui a biblioteca libcontainer como seu próprio mecanismo de usar diretamente os recursos de virtualização fornecidos pelo núcleo do Linux, além de usar interfaces de virtualização abstrata via libvirt, LXC (Linux Containers) e systemd-nspawn.